# Hyperaktivität
Als Hyperaktivität (abgeleitet von altgriechisch ὑπέρ hyper, deutsch ‚über‘ und lat. agere, actum ‚handeln‘, ‚tätig sein‘) wird ein Verhalten bezeichnet, das sich als übermäßig impulsiv und unangemessen darstellt und als eine psychische Störung verstanden wird.
Der Begriff wird teils synonym zur Aufmerksamkeitsdefizit-/Hyperaktivitätsstörung gebraucht.